# BRC Gas Equipment
BRC Gas Equipment è un marchio di proprietà di Westport Fuel Systems Italia s.r.l. BRC è stata fondata da Romano Bogetti nel 1977 a Cherasco (CN),  si occupa della progettazione, produzione e distribuzione di sistemi per auto per combustibili alternativi, come Metano o GPL.
A partire dal 1 giugno 2016, l'azienda fa parte del gruppo Westport Fuel Systems, nato dalla fusione della Fuel Systems Solutions con la società canadese Westport Innovations Inc.

## Stabilimenti
- Cherasco
  - Stabilimento Sede : Via La Morra, 1
  - Stabilimento Alto : Via Fondovalle
  - Stabilimento Oci : Via Fondovalle
  - Stabilimento Rayton : Via Fondavalle

## Sponsorship

### Calcio
- Genoa
- Torino
- Spezia

### Motociclismo
- Team Go Eleven
- Rubén Xaus

### Tennis
- Andrej Golubev

### Rally
- Tyczka Totalgaz Rallye Team